# Androsthène
Androsthène (en grec ancien Ἀνδροσθένης ὂ Θάσιος) est un officier grec qui servit sous Alexandre le Grand, auteur de Navigation le long des côtes de l'Inde.

## Notice historique
Natif de l’île de Thasos et installé à Amphipolis, il fut l’un des explorateurs envoyés étudier la côte arabe vers 324 ou 323 av. J.-C., dans le cadre de la préparation de l’invasion de l'Arabie par Alexandre, qui mourut cependant avant que ce projet pût être entrepris. Le rapport du voyage n'a pas été conservé entièrement ; quelques passages sont connus : on lui doit le premier témoignage décrivant les rythmes biologiques concernent la biologie végétale : Théophraste rapporte au Livre IV de son Histoire des plantes qu’Androsthène de Thasos observe sur l’île de Tylos, l’actuelle île de Bahreïn, un arbre « dont les indigènes disent qu’il dort » : ce photopériodisme concerne probablement le tamarinier. Athénée cite des fragments des récits de sa navigation le long des côtes d’Inde dans son Banquet des Deipnosophistes. Une autre mention par Théophraste à Androsthène se retrouve au Livre II de Causes des plantes.

## Sources
- Athénée, Deipnosophistes [détail des éditions] (lire en ligne) Livre III
- (grc + fr) Théophraste (trad. du grec ancien par Suzanne Amigues), Des Pierres, Paris/58-Clamecy, Les Belles Lettres, coll. « Budé-Série grecque », 2018, 136 p. (ISBN 978-2-251-00623-9), p. 103-105.